# Katherine Sauerbrey
Katherine Sauerbrey (ur. 5 maja 1997 w Suhl) – niemiecka biegaczka narciarska, srebrna medalistka olimpijska.

## Kariera
Pierwszy raz na arenie międzynarodowej pojawiła się 25 lutego 2012 roku w Pokljuce, gdzie w zawodach juniorskich zajęła drugie miejsce w biegu na 5 km techniką dowolną. W 2014 roku wystartowała na mistrzostwach świata juniorów w Val di Fiemme, zajmując 11. miejsce w biegu na 15 km techniką klasyczną i czwarte w sztafecie. Na rozgrywanych dwa lata później mistrzostwach świata juniorów w Râșnovie była czternasta w biegu na 5 km klasykiem, piąta w biegu na 10 km stylem dowolnym oraz ponownie czwarta w sztafecie. Ponadto podczas mistrzostw świata juniorów w Soldier Hollow w 2017 roku była szósta w sztafecie i siódma w biegu łączonym. W 2018 roku wystąpiła na mistrzostwach świata młodzieżowców w Goms, zajmując 16. miejsce w biegu łączonym.
W zawodach Pucharu Świata zadebiutowała 28 grudnia 2021 roku w Lenzerheide, zajmując 61. miejsce w sprincie stylem dowolnym. Pierwsze pucharowe punkty wywalczyła dzień później, kiedy zajęła 21. miejsce w biegu na 10 km stylem klasycznym.
Na igrzyskach olimpijskich w Pekinie w 2022 roku wspólnie z Sofie Krehl, Victorią Carl i Kathariną Hennig zdobyła srebrny medal w sztafecie. Ponadto zajęła także jedenaste miejsce w biegu na 10 km stylem klasycznym i trzynaste w biegu łącznym.

## Osiągnięcia

### Igrzyska olimpijskie
| Miejsce | Dzień     | Rok  | Miejscowość | Konkurencja             | Czas biegu | Strata  | Zwyciężczyni                |
| ------- | --------- | ---- | ----------- | ----------------------- | ---------- | ------- | --------------------------- |
| 13.     | 5 lutego  | 2022 | Zhangjiakou | 15 km bieg łączony      | 44:13,7    | +2:23,8 | Therese Johaug              |
| 11.     | 10 lutego | 2022 | Zhangjiakou | 10 km stylem klasycznym | 28:06,3    | +1:20,9 | Therese Johaug              |
| 2.      | 12 lutego | 2022 | Zhangjiakou | bieg sztafetowy 4×5 km  | 53:41,0    | +18,2   | Rosyjski Komitet Olimpijski |

### Mistrzostwa świata juniorów
| Miejsce | Dzień     | Rok  | Miejscowość    | Konkurencja              | Czas biegu | Strata  | Zwyciężczyni          |
| ------- | --------- | ---- | -------------- | ------------------------ | ---------- | ------- | --------------------- |
| 11.     | 2 lutego  | 2014 | Val di Fiemme  | 5 km stylem klasycznym   | 14:05,0    | +44,6   | Natalja Niepriajewa   |
| 4.      | 3 lutego  | 2014 | Val di Fiemme  | bieg sztafetowy 4×3,3 km | 39:54,8    | +59,4   | Szwecja               |
| 14.     | 23 lutego | 2016 | Râșnov         | 5 km stylem klasycznym   | 15:34,0    | +58,3   | Marte Mæhlum Johansen |
| 5.      | 25 lutego | 2016 | Râșnov         | 10 km stylem dowolnym    | 23:29,8    | +54,0   | Ebba Andersson        |
| 4.      | 26 lutego | 2016 | Râșnov         | bieg sztafetowy 4×2,5 km | 22:30,7    | +14,7   | Szwecja               |
| 7.      | 3 lutego  | 2017 | Soldier Hollow | 10 km bieg łączony       | 27:17,3    | +1:30,8 | Marte Mæhlum Johansen |
| 6.      | 5 lutego  | 2017 | Soldier Hollow | bieg sztafetowy 4×3,3 km | 34:45,3    | +1:44,3 | Rosja                 |

### Mistrzostwa świata młodzieżowców (do lat 23)
| Miejsce | Dzień       | Rok  | Miejscowość | Konkurencja                            | Czas biegu | Strata  | Zwyciężczyni       |
| ------- | ----------- | ---- | ----------- | -------------------------------------- | ---------- | ------- | ------------------ |
| 16.     | 2 lutego    | 2018 | Goms        | 15 km bieg łączony                     | 44:03,6    | +3:12,8 | Anastasija Siedowa |
| 42.     | 21 stycznia | 2019 | Lahti       | Sprint stylem klasycznym               | 3:18,33    | -       | Moa Lundgren       |
| 24.     | 25 stycznia | 2019 | Lahti       | 15 km stylem klasycznym (start masowy) | 40:31,4    | +2:25,7 | Anna Żerebjatiewa  |

### Puchar Świata

#### Miejsca w klasyfikacji generalnej
| Sezon     | Miejsce |
| --------- | ------- |
| 2021/2022 | 46.     |
| 2022/2023 | 84.     |
| 2023/2024 | 43.     |
| 2024/2025 | 51.     |